# Paul Stanley
Paul Stanley, geboren als Stanley Bert Eisen (Queens, New York, 20 januari 1952), is de zanger, gitarist en co-frontman van de Amerikaanse rockband Kiss.
Zijn alter ego in KISS is 'The Starchild'. Hij treedt graag op de voorgrond met zijn expressieve gedrag en seksueel getinte opmerkingen (zowel op als naast het podium).

## Biografie
Samen met Gene Simmons was Paul Stanley verantwoordelijk voor de meeste nummers die KISS opnam. Toen in 1978 de bandleden van KISS elk een soloalbum uitbracht, bleek dat van Paul Stanley het meest te klinken als KISS.
In 1983, toen de populariteit van KISS tanende was, was het op Paul Stanley's aandringen dat de maskers (het handelsmerk van KISS) werden afgedaan. Hierna nam de populariteit weer toe, hoewel Paul Stanley en Gene Simmons nog de enige twee overgebleven originele bandleden waren. Dit omdat zij geen drank en drugs gebruikten. Na herstel van het oude imago in 1996 verschenen zij beiden in de langlopende Got Milk!-campagne met chocolademelksnorren op hun gemaskerde gezichten; Lick it Up.
In 2004 werden de beide heupen van Paul vervangen.
In 2005 werd Paul Stanley naast zanger/gitarist bij KISS ook kunstschilder. Zijn werken zijn te zien en te bestellen bij Wentworth gallery.
Op 24 oktober 2006 kwam zijn tweede soloalbum uit, Live To Win. Dit album werd gepromoot met een succesvolle club tour waar ook een live dvd van uit is gekomen.
Op 29 juli 2007, tijdens de mini-tour Hit & Run, kreeg Paul spontaan een hartslag van over de 190. Dit duurde ongeveer een uur. Zijn toestand was levensbedreigend. In overleg met artsen en een cardioloog werd besloten die avond niet op te treden, daar het risico op hartfalen veel te groot was. Voor de eerste keer in de geschiedenis van de band trad KISS die avond als een trio op.
In 2015 ging een langgekoesterde wens in vervulling met de oprichting van Paul Stanley's Soul Station. Deze band speelt uitsluitend soulmuziek volgens de tradities van de jaren zestig en zeventig, met als enige verwijzing naar KISS de aanwezigheid van drummer Eric Singer. Ander verschil is dat Paul Stanley behalve zonder masker ook zonder gitaar optreedt. In 2021 verscheen het album Now and Then met covers en eigen nummers.

## Privéleven
Paul is getrouwd met Erin Sutton. Met haar heeft hij een zoon (Colin Michael, 6 september 2007) en een dochter (Sarah Brianna, 28 januari 2009). Hij heeft nog een zoon (Evan Shane, 6 juni 1994) uit zijn vorige huwelijk met Pamela Bowen (aka Dallas).

## Trivia
- Stanley's rechteroor was misvormd door een geboorteafwijking genaamd microtia; aan die kant kon hij niet horen, hij vond het moeilijk om de richting van een geluid te bepalen en hij kon geen spraak verstaan in een luidruchtige omgeving. Dit is lang verborgen gebleven onder zijn lange haren. Hij steunt ook organisaties voor kinderen die deze aangeboren vervorming hebben.

## Albums
- Paul Stanley (1978)
- Live to win (2006)
- One Live Kiss (2008)

## Makeup

The Starchild Paul Stanley

- Bibsys: 8047353
- Biblioteca Nacional de España: XX1610401
- Bibliothèque nationale de France: cb14047425p (data)
- CiNii: DA19539933
- Gemeinsame Normdatei: 13546045X
- International Standard Name Identifier: 0000 0000 7840 8680
- Library of Congress Control Number: n87148803
- MusicBrainz: a2567452-7d11-45a7-98ff-1cbbc8ba0910
- Bibliotheek van het Japanse parlement: 001181502
- Nationale Bibliotheek van Tsjechië: ola2002151571
- Nationale bibliotheek van Australië: 49284056
- Nationale Bibliotheek van Polen: a0000001256320
- Nationale en Universitaire bibliotheek Zagreb: 000066957
- Nederlandse Thesaurus van Auteursnamen: 100835287
- Virtual International Authority File: 3486149416754989730001